# دوار ادبيشات (ادبيشات)
دوار ادبيشات هو دُوَّار يقع بجماعة الغوازي، إقليم تاونات، جهة فاس مكناس في المملكة المغربية، يقدر عدد سكانه بـ 1939 نسمة حسب الإحصاء الرسمي للسكان والسكنى لسنة 2004.

## روابط خارجية
- البوابة الوطنية للجماعات الترابية نسخة محفوظة 12 مارس 2018 على موقع واي باك مشين.
- المندوبية السامية للتخطيط